# Литература Малайзии
Литература Малайзии — литература народов Малайзии.
Основные языки малайзийской литературы — малайский, английский и китайский. Большая часть произведений классической малайской литературы являются анонимными. Большое влияние на малайскую литературу оказали эпосы «Рамаяна» и «Махабхарата», индийские повести, персидская и арабская литературы. Прослеживается также воздействие яванской литературы, особенно сценариев (лаконов) яванского кукольного театра.

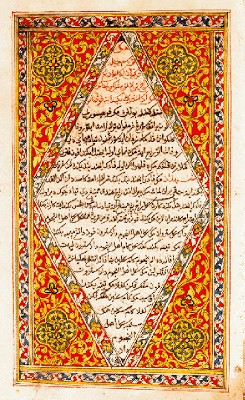
Фронтиспис копии «Малайских летописей»

## История
Малайский фольклор представляет собой народные заговоры и заклинания (мантра), рифмованные загадки и прибаутки (тека-теки), народные песни, лирические пантуны, пословицы и поговорки (бидал, пепатах, прибахаса). Героями животного эпоса являются: карликовый оленёк пеландук (канчиль), а фарсовых сказок — Пак Кадок (Папаша Гороховый стручок), Пак Пандир (Дядя Остолоп), Лебай Маланг (Недотёпа Причетник) и другие. В XIX—XX веках на Суматре и полуострове Малакка были записаны утешительные рассказы (черита пенглипур лара) народных сказаний, написанные ритмической прозой: «Малим Деман», «Си Умбут Муда». Разные этнические группы страны имеют разные версии фольклора.
Древние памятки малайской письменности на древнем малайском языке относятся к VII веку. Все существующие копии произведений малайской литературы написаны в арабской графике после принятия малайцами ислама. Часть из них написаны в духе индуизма: «Повесть о Шри Раме», «Повесть о войне победоносных Пандавов», «Повесть о Санг Боме», «Повесть о Маракарме» и другие.
В XIII-XIV веках средневековая Малайская литература развивалась преимущественно в княжестве Пасей на Суматре, с XV века — в султанате Малакка, с 1511 года, после захвата Малакки португальцами — в султанате Джохор, в XIX веке — в султанате Пеньенгат на архипелаге Риау в Малаккском проливе.
Литературные традиции малайских султанатов заключались в том, что мастера пера занимались описанием важных событий своего времени. К характерным работам этого периода относится «Генеалогия царей» (Малайская летопись), которая была написана в эпоху в Малаккского султаната, переписана в 1536 и 1612 годах.
Летопись охватывает времена от султана Малакка, его прихода к власти; связей с соседними султанатами и дальними стран; появления ислама и его распространение в Малакке и в регионе в целом; историю сражений, брачные связей и дипломатических отношений; описана административная иерархия в Малакке, история правителей. Летопись заканчивается завоеванием Малакки в 1511 году португальскими войсками.
В XV—XIX веках малайский язык играл важную роль в распространении ислама, с XVIII века — распространении христианства.
В письменной литературе Малайзии были распространены жанры «седжарах» — хроники-родословные («Повесть о раджах Пасейских», XIV в., «Кедахская летопись», XVIII в.) и хикаяты, индийские и яванские сюжеты: «Чекел Ваненг Пати» (XV век), «Сказание о Панджи Семиранг» (русский перевод 1965), «Повесть о Дамаре Вулане», «Повесть об Индрапутре», «Повесть о махарадже Пуспе Вирадже», житийная литература: «Повесть об Искандаре Двурогом», «Повесть о свете Пророка» (XIV век), «Повесть об Амире Хамзе» (XV век), «Повесть о Мухаммаде Ханафии» (XV век) и др.
В XVI—XVII веках писали Хамза Фансури, Шамсуддин из Пасея — автор «Зеркала благочестивых». В стране издаются исторические произведения, богословские трактаты, юридические сборники.

## Современность

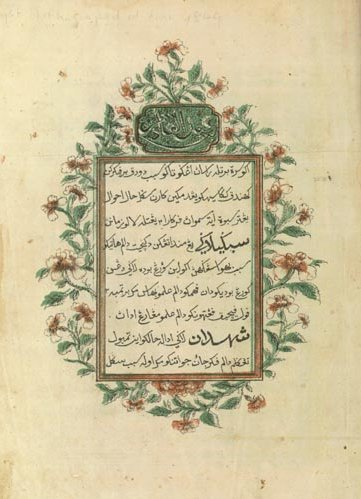
Литография первого издания книги «История Абдуллаха» (1849)

К классикам малайской литературы относится Абдуллах бин Абдул Кадир Мунши (малайск. Abdullah bin Abdul Kadir Munshi) (1796—1854) — малайский просветитель и писатель. Известен также под сокращённым именем Абдуллах Мунши (Абдуллах учитель). Почитается в Малайзии как отец современной малайской литературы. Он является автором произведений: «Шаир о пожаре в Сингапуре» (1830), "История плавания Абдуллаха (1838), «Дава-уль-Кулуб» (1883), «История Абдуллаха» (1849), «История плавания Абдуллаха в Джидду» (неоконч., 1854), «Книга об обычаях всех малайских раджей во всей стране» (1837).
Зачинателями просветительской литературы начала 20 века являются Абдуллах бин Абдулкадир Мунши с сыном Мухаммадом Ибрахим бин Абдуллахом.
В это время появляются романы Саида Шейха бин Ахмада аль-Хади, романы на малайские темы Ахмада бин Хаджи Мухаммада Рашида Талу «Подлинный друг», «Это Салма?», Ахмада бин Котота «Повесть о молодой любви» (1927) и др.

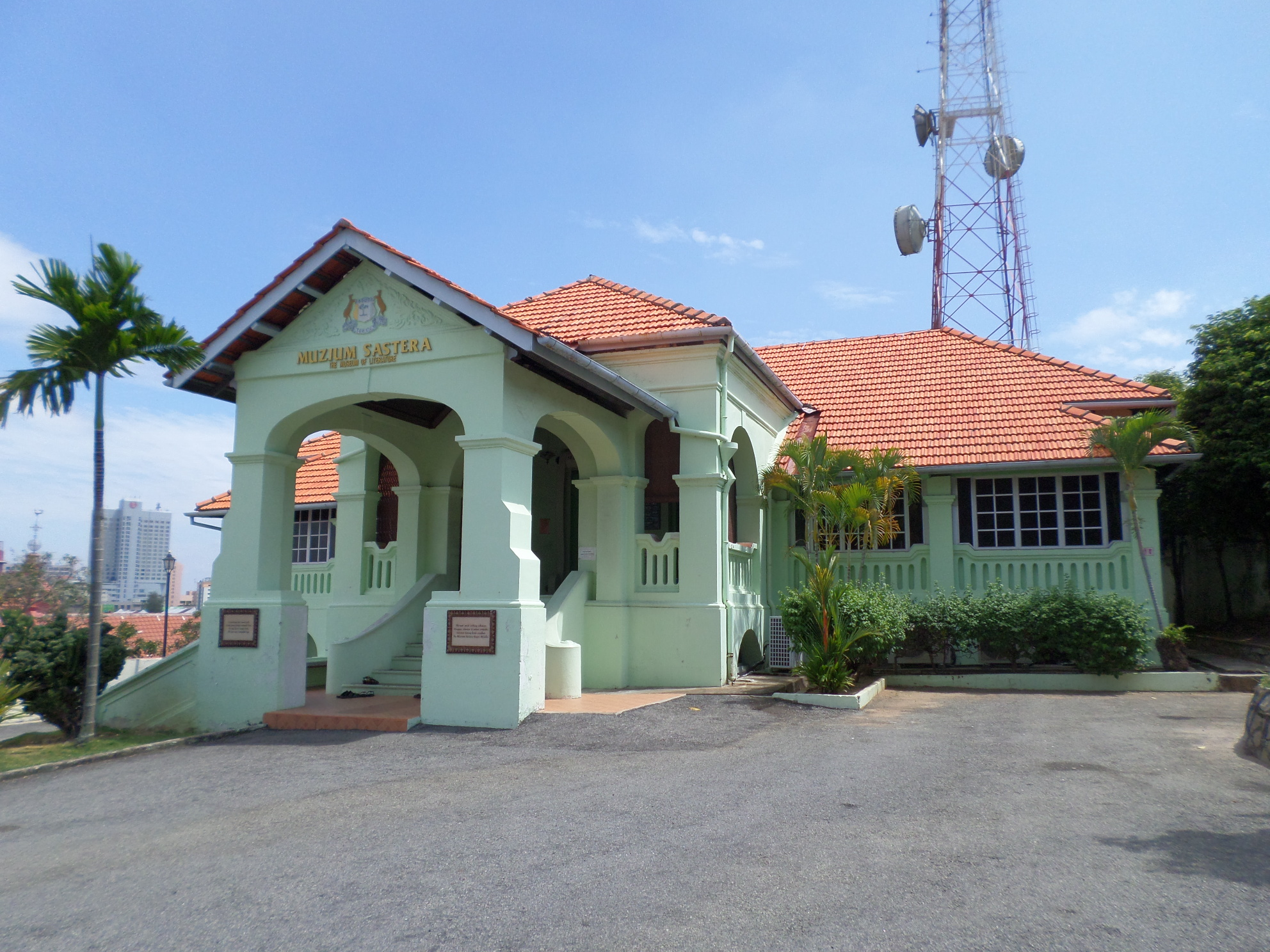
Литературный музей в Малайзии

В 1936—1939 годах напечатаны малайские юмористические рассказы Абдулы Рахим бин Салимы (Каджей).
После 2-й мировой войны появились патриотические романы «Молодой националист» Абдуллаха Гани Исхака, исторические романы Харуна Аминуррашида «Моя служанка Фатима» и др., Хамдама «Тун Куду» (1951) и «Войско Зубайды» (1950).
Популярность короткого рассказа началась с творчества Криса Маса, основателя объединения «Поколение пятидесятников» («АСАС 50»). Авторами рассказов, обращающихся к проблемам народа, были писатели Крис Мас, Усман Аванг, Мас и др.
В настоящее время видное место в литературе Малайзии занимают писатели и поэты Абдул Самад Саид, Кемала, Баха Заин, Анвар Ридван, Мухаммад Хаджи Саллех, Рахимидин Захари, Сри Диах, Сутунг Умар Рс, Захари Аффанди, Аванг Абдуллах, Рахман Хаджи Юсуф, Саринг Сирад, Муналиа, Бахарудин Сиди, Раджа Раджесвари Ситха Раман, Рухайни Матдарин, драматург Джохан бин Джаафар, автор исторических романов Абдул Латип бин Талиб и др.
В 2009 году в Малайзии (г. Малакка) был открыт музей литературных произведений.. В музее собран литературный материал, относящийся к письменной истории Малакки, сочинения Абдуллах бин Абдул Кадир Мунши и местный малайский фольклор.

## Публикации
- Сад золотого павлина. Повесть о двух лотосах / Пер.с малайск. В. И. Брагинского // Чудесное зерцало: Старинные восточные сказания и повести. — М.: Правда, 1988. — С. 19—216.
- Сказания о доблестных, влюбленных и мудрых. Антология классической малайской прозы / Пер.с малайск. В. И. Брагинского. — М.: Наука, ГРВЛ, 1982. — 392 с.
- Народные сказки Малайзии. Серия: Моя малайская библиотека. Составление и перевод с малайского Виктора Погадаева. Редактор и автор предисловия Татьяна Фирсова. Оформление художника Ральфа Харинга. М: Ключ-С, 2021.